# Tampere Open 2004
Il Tampere Open 2004 è stato un torneo di tennis facente parte della categoria ATP Challenger Series nell'ambito dell'ATP Challenger Series 2004. Il torneo si è giocato a Tampere in Finlandia dal 19 al 25 luglio 2004 su campi in terra rossa.

## Vincitori

### Singolare
Boris Pašanski ha battuto in finale  Éric Prodon con il punteggio di 6–2, 3–6, 6–2

### Doppio
Andrés Dellatorre /  Diego Moyano hanno battuto in finale  Lassi Ketola /  Tuomas Ketola con il punteggio di 6–4, 3–6, 6–4